# القمة الإسلامية الاستثنائية (2005)
مؤتمر القمة الإسلامي الاستثنائي الثالث (9 - 8 ديسمبر ‌‌2005م)، عُقد في مكة المكرمة في المملكة العربية السعودية، بعنوان «مواجهة تحديات القرن الـ21 - التضامن في العمل».

## القضايا المطروحة
- التأكيد على أن اجتماع الأمة الإسلامية ووحدة كلمتها هو سر قوتها.
- التأكيد على ضرورة الحفاظ على هوية الأمة الإسلامية وقيمها الأساسية ومصالحها العليا.
- ضرورة التعامل مع التحديات التي تواجه الأمة الإسلامية والتهديدات الداخلية والخارجية من خلال رؤية إستراتيجية.
- التأكيد على أن الحضارة الإسلامية جزء لا يتجزأ من الحضارة الإنسانية تقوم على قيم الحوار والوسطية والعدل والبر والتسامح.
- إدانة الإرهاب بجميع إشكاله وصوره ورفض أي مبرر أو مسوغ له.
- نبذ التطرف والغلو والعنف.
- التأكيد على أن قضية فلسطين هي القضية المركزية للأمة الإسلامية.[3]
- مناقشة الوضع في العراق ودور الانتخابات التشريعية في وحدة العراق وسلامة أراضيه وأمنه واستقراره.
- التأكيد على الوقوف إلى جانب الحكومة الصومالية في سعيها لاستعادة الأمن وإعادة الاعمار.
- التضامن مع الشعب القبرصي التركي المسلم وحقه المشروع.
- ضرورة العمل على إبراز حقيقة الإسلام وقيمه السامية والتصدي لظاهرة كراهية الإسلام وتشويه صورته.
- التأكيد على ضرورة تحقيق زيادة كبيرة في التجارة البينية بين الدول الأعضاء.
- التأكيد على حيوية دور القطاع الخاص في التنمية.[4]

## أبرز القرارات
أكد المشاركون نبذهم لكل أشكال العنف والغلو والتطرف، وأبدوا استياءهم من ظاهرة كراهية ومعاداة الإسلام في العالم.